# K2-18
K2-18 هو قزم أحمر يقع على بعد 124 سنة ضوئية من الأرض. في عام 2015، تم اكتشاف كوكب خارجي بحجم ما يسمى بالأرض الفائقة أو نبتون صغير ، تم تسميته K2-18b ، في المنطقة الصالحة للسكن حول هذا النجم باستخدام تلسكوب كيبلر الفضائي .  وفي عام 2019 كشفت القياسات التي أجراها تلسكوب هابل الفضائي ، إلى جانب بيانات إضافية من تلسكوبي كيبلر و سبيتزر الفضائيين، عن أدلة قوية على وجود بخار الماء في الغلاف الجوي لهذا الكوكب، مما يجعله أول كوكب خارجي معروف يحتوي على الماء، والذي يمكن أن يكون أيضًا في صورة سائلة.  ثم في عام 2023، تم إجراء المزيد من القياسات الطيفية للغلاف الجوي للكوكب باستخدام تلسكوب جيمس ويب الفضائي حيث تم الكشف عن مواد إضافية مثل الميثان وثاني أكسيد الكربون ، ولكن من المدهش أنه لم يتم العثور على إشارة واضحة لوجود الماء. 

## النجم المركزي
النجم المركزي K2-18 هو قزم أحمر خافت جدًا مقارنة بالشمس. كتلته حوالي 0.4 - 0.5 كتلة شمسية ونصف قطره حوالي 0.35 إلى 0.45 نصف قطر شمسي . الفئة الطيفية هي M2.5 V. بسبب كتلته المنخفضة بشكل ملحوظ واندماجه النووي الأبطأ، سيصل هذا النجم إلى عمر أكبر بكثير من عمر الشمس. ومع ذلك، تميل هذه النجوم الصغيرة إلى إصدار إشعاعات أقوى بكثير، ولهذا السبب، وفقًا للأبحاث الحالية، من المثير للجدل ما إذا كانت قادرة على توفير ظروف ملائمة للحياة على الكواكب

## كوكب K2-18 b
كوكب K2-18 b حوالي  يبعد الكوكب عن النجم المركزي بـنحو 0.14 وحدة فلكية ويدور حوله في 33 يومًا. وبما أن النجم أصغر بكثير من الشمس، فإن الكوكب يقع في المنطقة الصالحة للحياة مع درجة حرارة توازن تبلغ 284 ± 15 كلفن .  يمكن تحديد الكتلة ونصف القطر لأن الكوكب يمكن اكتشافه بطريقة العبور وطريقة السرعة الشعاعية . تبلغ كتلته بين 7 - 10 أضعاف كتلة الأرض ونصف قطره 2.7 ضعف نصف قطر الأرض. ويؤدي هذا إلى كثافة أقل بكثير وتبلغ 2.3  جم/سم³. وبسبب كتلته العالية وكثافته المنخفضة، فإنه سوف يختلف بشكل كبير في العديد من الخصائص وقد يكون أكثر قابلية للمقارنة مع الكواكب الغازية الصغيرة مثل أورانوس ونبتون.  وفي عام 2019 تم اكتشاف الهيدروجين والهيليوم في الغلاف الجوي الخارجي للكوكب، بالإضافة إلى بخار الماء.  وبناءً على هذه البيانات، فمن المرجح أن يكون الغلاف الجوي أكثر كثافة من الغلاف الجوي للأرض. وبناءً على ذلك، ووفقًا لتفسير بيانات عام 2019، فمن المفترض أن بخار الماء المكتشف يتكثف ويسقط على شكل أمطار، ولكن من المرجح أن يسخن مرة أخرى في طبقات الغلاف الجوي السفلي وتتبخر القطرات. وبناء على ذلك، فمن المتوقع وجود ضغط مرتفع على سطح الكوكب، أعلى بعدة ملايين من المرات من الضغط على الأرض .

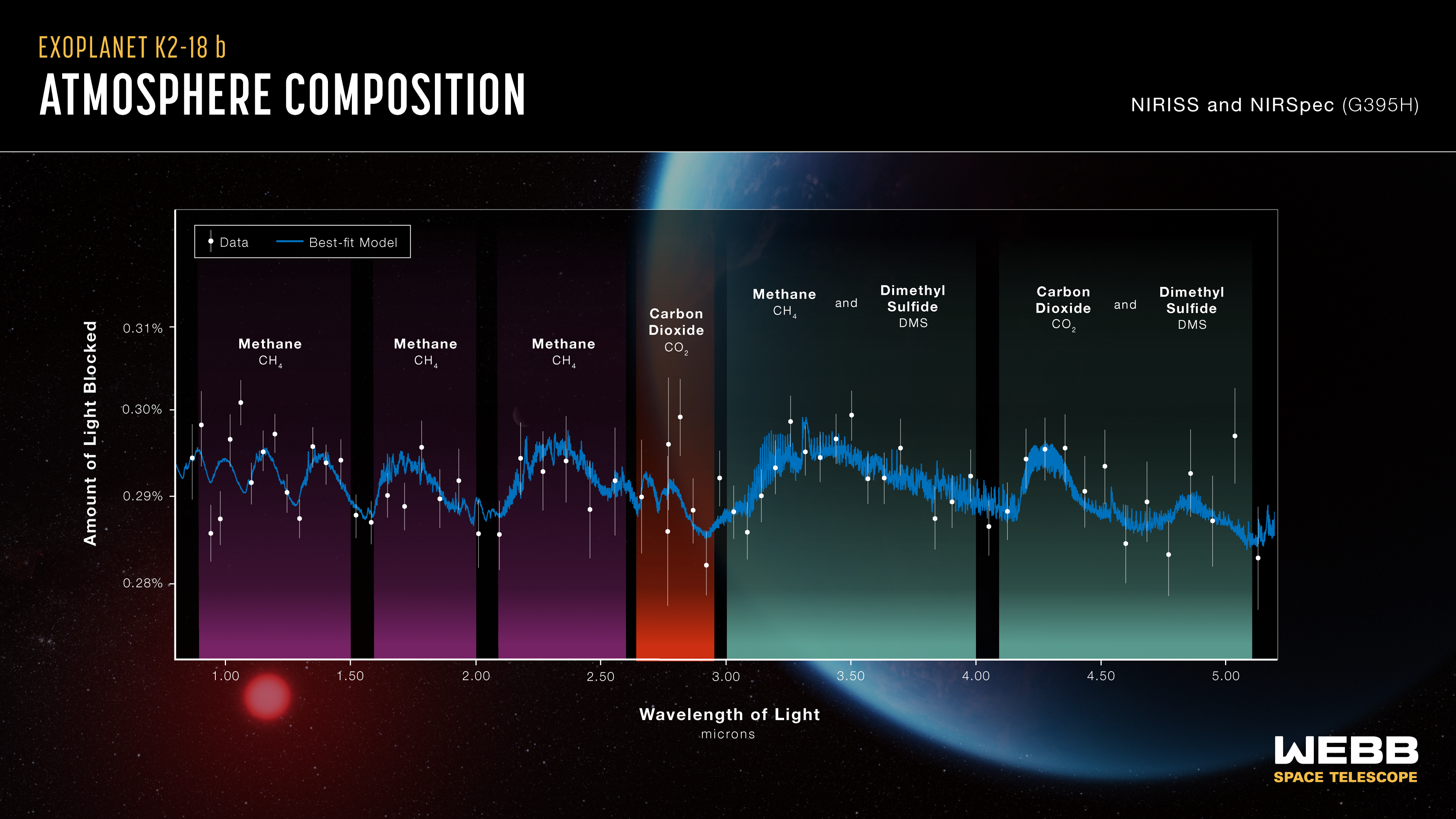
طيف الغلاف الجوي لكوكب K2-18 b الذي تم قياسه بواسطة تلسكوب جيمس ويب الفضائي.

في عام 2023، كشفت أرصاد أخرى أجراها تلسكوب جيمس ويب الفضائي الجديد عن وجود الميثان في الغلاف الجوي للكوكب (درجة اليقين أقل بقليل من 5σ). ومن المرجح أيضًا أن يحتوي الغلاف الجوي على ثاني أكسيد الكربون (بدرجة يقين نحو 3σ). في حين افترضنا بناءً على بيانات عام 2019 أن الماء السائل قد يتبخر قبل الوصول إلى السطح بسبب الغلاف الجوي الكثيف والضغط العالي، فإن البيانات الأحدث تشير إلى فرص أفضل لوجود محيط شامل واسع في غلاف جوي غني بالهيدروجين. تجعل هذه الظروف الغريبة كوكب K2-18 b أحد المرشحين الأوائل لفئة الكواكب هيسيان المقترحة. ومع ذلك، لا يزال من غير الواضح لماذا لم تجد الدراسة التي أجريت عام 2023 أدلة واضحة على وجود الماء، بينما أظهرت ذلك الأرصاد التي أجريت عام 2019. ستكون هناك حاجة إلى إجراء أرصاد وبحوث إضافية أخرى لمتابعة ذلك . وبالإضافة إلى ذلك، تظهر الدراسة التي أجريت عام 2023 أدلة على وجود ثنائي ميثيل الكبريتيد في الغلاف الجوي للكوكب K2-18b. تم تأكيد اكتشاف ثنائي ميثيل الكبريتيد (وثنائي ميثيل الكبريتيد) في عام 2025.  وسيكون اكتشاف كبريتيد ثنائي الميثيل مثيرا للاهتمام لأن هذه المادة يتم إنتاجها على الأرض من خلال عمليات بيولوجية. وهذا من شأنه أن يكون أول دليل غير مباشر على وجود حياة خارج كوكب الأرض .  ومع ذلك فإن الظروف على سطح هذا الكوكب تختلف بالتأكيد إلى حد كبير عن تلك الموجودة على الأرض نظرا لأان نجنه المركزي يصدر إشعاعات شديدة قد لا تساعد على وجود حياة. بالإضافة إلى ذلك، فإن الأقزام الحمراء عادة ما تصدر إشعاعات كونية قوية.

## الكوكب المرشح K2-18 c
بالإضافة إلى الكوكب المؤكد K2-18 b - قد يوجد الكوكب المقتر K2-18 c أيضًا في ذلك النظام ، وهو أمر لا يزال مثيرا للجدل. هذا الكوكب ذو كتلة أقل قليلاً (حوالي 5 إلى 9 أضعاف كتلة الأرض) و يدور حول النجم كل 9 أيام في مدار أقرب بكثير، على مسافة 0.06 وحدة فلكية. إن القرب الأكبر من شأنه أن يؤدي إلى درجة حرارة توازن أعلى بكثير تبلغ 350 كلفن على الأقل.  ومع ذلك، وفقًا لساركيس وآخرين، فإن إشارة الكوكب قد تكون ناجمة أيضًا عن أنشطة نجمية. 

## روابط الويب
- Spektrum.de : لماذا الضجة حول K2-18b غير مبررة 12 سبتمبر 2019